# Black Panther (TV-serie)
Black Panther är en amerikansk animerad TV-serie baserad på Marvel Comics superhjälte med samma namn. Serien är producerad av Marvel Animation och BET. Djimon Hounsou gör rösten till Black Panther.

## Röster (i urval)
- Djimon Hounsou – T'Challa / Black Panther
- Stan Lee – Wallace
- Kerry Washington – Shuri
- Alfre Woodard – Dondi Reese
- Carl Lumbly – S'Yan
- Jill Scott – Storm
- Stephen Stanton – Ulysses Klaw
- Jonathan Adams – T'Chaka
- J.B. Blanc – Black Knight
- David Busch – Everett K. Ross
- Phil LaMarr – T'Shan
- Peter Lurie – Juggernaut
- Phil Morris – W'Kabi
- Vanessa Marshall – Female Cannibal
- Nolan North – Cyclops, Nightcrawler
- Adrian Pasdar – Captain America
- Kevin Michael Richardson – Wolverine
- Rick D. Wasserman – Radioactive Man